# Europejska Formuła 2 Sezon 1978
Europejska Formuła 2 Sezon 1978 – dwunasty sezon Europejskiej Formuły 2. Rozpoczął się 27 marca na torze v Circuit w Wielkiej Brytanii, a zakończył 24 września w Niemczech Zachodnich, na Hockenheimringu. Tytuł w klasyfikacji kierowców zdobył Włoch Bruno Giacomelli. Wśród zespołów najlepsza okazała się francuska ekipa March Racing, a wśród konstruktorów francuski March Engineering.

## Kalendarz wyścigów
| Runda | Tor                    | Data        | Pole Position    | Najszybsze okrążenie        | Zwycięzca (kierowcy) | Zwycięzca (zespoły) | Zwycięzca (konstruktorzy) |
| ----- | ---------------------- | ----------- | ---------------- | --------------------------- | -------------------- | ------------------- | ------------------------- |
| 1     | Thruxton Circuit       | 27 marca    | Bruno Giacomelli | Bruno Giacomelli            | Bruno Giacomelli     | March Racing        | March                     |
| 2     | Hockenheimring         | 9 kwietnia  | Bruno Giacomelli | Bruno Giacomelli Marc Surer | Bruno Giacomelli     | March Racing        | March                     |
| 3     | Nürburgring            | 7 maja      | Bruno Giacomelli | Keke Rosberg                | Alex Ribeiro         | Alex Ribeiro        | March                     |
| 4     | Circuit de Pau-Ville   | 15 maja     | Brian Henton     | Bruno Giacomelli            | Bruno Giacomelli     | March Racing        | March                     |
| 5     | Mugello Circuit        | 28 maja     | Bruno Giacomelli | Eddie Cheever               | Derek Daly           | Chevron Racing      | Chevron                   |
| 6     | ACI Vallelunga Circuit | 4 czerwca   | Bruno Giacomelli | Bruno Giacomelli            | Derek Daly           | Chevron Racing      | Chevron                   |
| 7     | Rouen-Les-Essarts      | 18 czerwca  | Bruno Giacomelli | Ingo Hoffmann               | Bruno Giacomelli     | March Racing        | March                     |
| 8     | Donington Park         | 25 czerwca  | Bruno Giacomelli | Brian Henton                | Keke Rosberg         | Opert Racing        | Chevron                   |
| 9     | Circuit Paul Armagnac  | 9 lipca     | Bruno Giacomelli | Bruno Giacomelli            | Bruno Giacomelli     | March Racing        | March                     |
| 10    | Autodromo di Pergusa   | 23 lipca    | Derek Daly       | Derek Daly                  | Bruno Giacomelli     | March Racing        | March                     |
| 11    | Misano World Circuit   | 6 sierpnia  | Brian Henton     | Bruno Giacomelli            | Bruno Giacomelli     | March Racing        | March                     |
| 12    | Hockenheimring         | 24 września | Marc Surer       | Derek Daly                  | Bruno Giacomelli     | March Racing        | March                     |

## Klasyfikacja kierowców
Punktacja:

Wyścig: 9-6-4-3-2-1 (sześć pierwszych pozycji)

Do klasyfikacji zaliczano 9 najlepszych wyników
| Legenda oznaczeń w tabelach wyników Wyświetl szablon na nowej stronie | Legenda oznaczeń w tabelach wyników Wyświetl szablon na nowej stronie                                                                     |
| Oznaczenie                                                            | Wyjaśnienie |
| --------------------------------------------------------------------- | --- |
| Złoty                                                                 | Zwycięzca lub mistrzostwo |
| Srebrny                                                               | 2. miejsce lub wicemistrzostwo |
| Brązowy                                                               | 3. miejsce lub II wicemistrzostwo |
| Zielony                                                               | Ukończył, punktował (w klasyfikacji generalnej, gdy zdobył co najmniej jeden punkt na przestrzeni sezonu, poza trzema powyższymi opcjami) |
| Niebieski                                                             | Ukończył, nie punktował (w klasyfikacji generalnej, gdy nie zdobył co najmniej jednego punktu na przestrzeni sezonu)                      |
| Czerwony                                                              | Nie zakwalifikował się (NZ) |
| Czerwony                                                              | Nie prekwalifikował się (NPK) |
| Różowy                                                                | Nie ukończył (NU) |
| Różowy                                                                | Niesklasyfikowany (NS) (w klasyfikacji generalnej, gdy nie został sklasyfikowany w żadnym wyścigu sezonu)                                 |
| Czarny                                                                | Zdyskwalifikowany (DK) |
| Czarny                                                                | Wykluczony (WYK/EX) |
| Biały                                                                 | Nie wystartował (NW) |
| Biały                                                                 | Kontuzjowany (K/INJ) |
| Biały                                                                 | Wyścig odwołany (OD/C) |
| Bez koloru                                                            | Został wycofany (WYC/WD) |
| Bez koloru                                                            | Nie przybył (NP/DNA) |
| Bez koloru                                                            | Nie brał udziału w treningach (NT/DNP) |
| Bez koloru                                                            | Nie został zgłoszony (–) |
| Pogrubienie                                                           | Start z pole position |
| Kursywa                                                               | Najszybsze okrążenie wyścigu |
| †                                                                     | Nie ukończył, ale jego rezultat został zaliczony ze względu na przejechanie więcej niż 90% dystansu wyścigu.                              |
| *                                                                     | Sezon w trakcie |
| 1/2/3                                                                 | Punktowana pozycja w sprincie kwalifikacyjnym                                                                                             |
| Lista systemów punktacji Formuły 1                                    | |

| Pozycja | Kierowca           | Zespół              | Podwozie | Silnik  | THR | HOC | NÜR | PAU | MUG | VAL | ROU | DON | NOG | PER | MIS | HOC | Punkty |
| ------- | ------------------ | ------------------- | -------- | ------- | --- | --- | --- | --- | --- | --- | --- | --- | --- | --- | --- | --- | ------ |
| 1       | Bruno Giacomelli   | March Racing        | March    | BMW     | 1   | 1   | NU  | 1   | (3) | 2   | 1   | 1   | NU  | 1   | 1   | 1   | 78     |
| 2       | Marc Surer         | March Racing        | March    | BMW     | 2   | 2   | (4) | 3   | 2   | 9   | 3   | 3   | 2   | NU  | 2   | 2   | 48     |
| 3       | Derek Daly         | Chevron Racing      | Chevron  | Hart    | 6   | 9   | NU  | 9   | 1   | 1   | 11  | NU  | 3   | 3   | 9   | NU  | 27     |
| 4       | Eddie Cheever      | Project Four Racing | March    | BMW     | 4   | NU  | 3   | 5   | 7   | NU  | 2   | NU  | 9   | 2   | 6   | NU  | 24     |
| 5       | Keke Rosberg       | Opert Racing        | Chevron  | Hart    | NU  | 8   | 2   | NW  | NU  | NU  | WD  | 1   | 17  | WD  | WD  |     | 16     |
| 6       | Piero Necchi       | Astra Racing        | March    | BMW     | NU  | NU  | NU  | 4   | NU  | 3   | NZ  | 2   | 10  | NU  | NZ  | NU  | 13     |
| 7       | Ingo Hoffmann      | Project Four Racing | March    | BMW     | NU  | 4   | 6   | NU  | 4   | NU  | NU  | 4   | 5   | NU  | 10  | 14  | 13     |
| 8       | Alex Ribeiro       | prywatny            | March    | BMW     | 15  | 6   | 1   | 12  | 10  | NS  | 10  | NU  | NU  | 7   | 13  | WD  | 11     |
| 9       | Manfred Winkelhock | March Racing        | March    | BMW     | 5   | 12  | NU  | 8   | 9   | 4   | 12  | 5   | 7   | 9   | NU  | 3   | 11     |
| 10      | Alberto Colombo    | San Remo Racing     | March    | BMW     | 8   | 5   | 7   | 13  | 5   |     | 4   | NU  | 4   | NU  | 8   | 15  | 11     |
| 11      | Eje Elgh           | Opert Racing        | Chevron  | Hart    | NZ  | NZ  | 9   | 2   | 13  | NZ  | 6   | NU  | 13  | NU  | NZ  | 6   | 8      |
| 12      | Ricardo Zunino     | March Racing        | March    | BMW     | 14  | NU  | 13  | NU  | 18  | 6   | 5   | 9   | NW  | 5   | 7   | 5   | 8      |
| 13      | Rad Dougall        | Toleman Motorsport  | March    | BMW     | 3   | 10  | NU  | WD  | 12  | NU  | NZ  | 6   | NZ  | NU  | NU  | NU  | 5      |
| 14      | Elio de Angelis    | Everest Racing Team | Chevron  | Hart    | NU  | NU  | 10  | WD  | 14  | 10  | NU  | NU  | 12  | NU  | 3   | NW  | 4      |
| 15      | Geoff Lees         | Team Kallay         | Chevron  | Hart    |     |     |     |     |     |     |     | NU  | 6   | NZ  | 4   | NU  | 4      |
| 16      | Piercarlo Ghinzani | Team Euroracing     | March    | BMW     | 10  | NU  | NU  | NU  | 8   | 7   | NU  | NU  | 8   | 4   | NU  | 10  | 3      |
| 17      | Stephen South      | prywatny            | March    | Hart    |     |     |     |     |     |     | WD  | NU  |     |     |     |     | 3      |
| 17      | Stephen South      | Raven Racing        | March    | Hart    |     |     |     |     |     |     |     |     |     |     |     | 4   | 3      |
| 18      | Brian Henton       | prywatny            | March    | Hart    | NU  | 17  | 5   | NU  | 15  | 8   | 14  | 11  | NU  | 6   | 11  | NU  | 3      |
| 19      | Beppe Gabbiani     | Trivellato Racing   | Chevron  | Ferrari | 7   | 11  | NU  | WD  | NU  | 5   | NZ  | NZ  | 15  | NU  | 12  | NZ  | 2      |
| 20      | Roberto Marazzi    | Carlo Benelli       | March    | BMW     | NZ  | NU  | 12  | 7   | 11  | NU  | NZ  | NZ  | WD  |     |     | WD  | 1      |
| Pozycja | Kierowca           | Zespół              | Podwozie | Silnik  | THR | HOC | NÜR | PAU | MUG | VAL | ROU | DON | NOG | PER | MIS | HOC | Punkty |

Uwagi:
- pogrubienie – pole position
- kursywa – najszybsze okrążenie

## Klasyfikacja zespołów
| P  | Konstruktor         | Punkty |
| -- | ------------------- | ------ |
| 1  | March Racing        | 145    |
| 2  | Project Four Racing | 37     |
| 3  | Chevron Racing      | 27     |
| 4  | Opert Racing        | 24     |
| 5  | Astra Racing        | 13     |
| 6  | Alex Ribeiro        | 11     |
| 7  | San Remo Racing     | 11     |
| 8  | Toleman Motorsport  | 5      |
| 9  | Everest Racing Team | 4      |
| 10 | Team Kallay         | 4      |
| 11 | Team Euroracing     | 3      |
| 12 | Raven Racing        | 3      |
| 13 | Brian Hentona       | 3      |
| 14 | Trivellato Racing   | 2      |
| 15 | Carlo Benelli       | 1      |

## Klasyfikacja konstruktorów
| P | Konstruktor | Punkty |
| - | ----------- | ------ |
| 1 | March       | 232    |
| 2 | Chevron     | 61     |

## Klasyfikacja dostawców silników
| P | Dostawca | Punkty |
| - | -------- | ------ |
| 1 | BMW      | 226    |
| 2 | Hart     | 65     |
| 3 | Ferrari  | 2      |